# Acomys mullah
Acomys mullah је врста глодара из породице мишева (Muridae).

## Распрострањење
Ареал врсте је ограничен на мањи број држава. Врста је присутна у Етиопији, Сомалији, Џибутију и Еритреји.

## Станиште
Станиште врсте су екосистеми ниских трава и шумски екосистеми, на висинама до 1.000 метара, али углавном испод 100 метара надморске висине.

## Угроженост
Ова врста је наведена као последња брига, јер има широко распрострањење и честа је врста.